# Bataille de Coit Celidon
 (signalé en juin 2025).
Si vous disposez d'ouvrages ou d'articles de référence ou si vous connaissez des sites web de qualité traitant du thème abordé ici, merci de compléter l'article en donnant les références utiles à sa vérifiabilité et en les liant à la section « Notes et références ».
- Archive Wikiwix
- Bing
- Cairn
- DuckDuckGo
- E. Universalis
- Gallica
- Google
- G. Books
- G. News
- G. Scholar
- Persée
- Qwant
- (zh) Baidu
- (ru) Yandex
- (wd) trouver des œuvres sur Wikidata

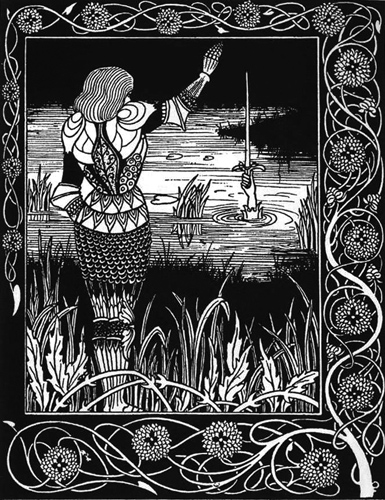
How Sir Bedivere Cast the Sword Excalibur into the Water (littéralement « Comment Sir Bedivere jeta l’Epée Excalibur dans l’eau). Illustration tirée de Le Morte d'Arthur par Sir Thomas Malory, London: Dent, 1894.

La bataille de Coit Celidon (« Cat Coit Celidon ») fut, selon l'Historia Brittonum de Nennius,  la septième bataille du roi Arthur. Ce lieu correspond très certainement à la forêt calédonienne (Coed Celyddon).